# Джанфранко Бедін
Джанфранко Бедін (італ. Gianfranco Bedin; нар. 24 липня 1945, Сан-Дона-ді-П'яве) — італійський футболіст, що грав на позиції півзахисника, зокрема, за «Інтернаціонале» та «Сампдорію», а також національну збірну Італії.

## Клубна кар'єра
У дорослому футболі дебютував 1964 року виступами за команду «Інтернаціонале», в якій провів десять сезонів, взявши участь у 225 матчах чемпіонату. Більшість часу, проведеного у складі «Інтернаціонале», був основним гравцем півзахисту команди. Тричі, в сезонах 1964/65, 1965/66 і 1970/71, ставав чемпіоном Італії. 1965 року крім титулу чемпіона країни також здобував з «Інтером» Кубок чемпіонів УЄФА і Міжконтинентальний кубок.
Згодом протягом 1974—1978 років грав за «Сампдорію», спочатку також у Серії A, а протягом останнього сезону у Серії B, після чого ще один сезон провів у другому дивізіоні за «Варезе», а сезон 1979/80 у третьоліговому «Ліворно».
Завершував ігрову кар'єру у команді «Рондінелла» з четвертої за силою італійської ліги протягом 1980—1981 років.

## Виступи за збірну
1966 року дебютував в офіційних матчах у складі національної збірної Італії. Згодом на початку 1970-х провів ще п'ять матчів за національну команду.

## Кар'єра тренера
Тренував молодіжні команди «Інтернаціонале». Згодом протягом 2012—2014 років був технічним консультантом в структурі рідного клубу.
| Дата       | Місто         | Господарі | Результат | Гості   | Турнір            | Голи | Примітки |
| ---------- | ------------- | --------- | --------- | ------- | ----------------- | ---- | -------- |
| 18-6-1966  | Мілан         | Італія    | 1 – 0     | Австрія | товариський матч  | -    |          |
| 20-11-1971 | Рим           | Італія    | 2 – 2     | Австрія | Відбір до ЧЄ 1972 | -    | 46'      |
| 4-3-1972   | Афіни         | Греція    | 2 – 1     | Італія  | товариський матч  | -    | 66'      |
| 29-4-1972  | Мілан         | Італія    | 0 – 0     | Бельгія | Відбір до ЧЄ 1972 | -    |          |
| 17-6-1972  | Бухарест      | Румунія   | 3 – 3     | Італія  | товариський матч  | -    | 63'      |
| 21-6-1972  | Софія (місто) | Болгарія  | 1 – 1     | Італія  | товариський матч  | -    | 59'      |
| Усього     |               | Матчів    | 6         |         | Голів             | 0    |          |

## Титули і досягнення
- Чемпіон Італії (3):

«Інтернаціонале»: 1964–1965, 1965–1966, 1970–1971
- Володар Кубка чемпіонів УЄФА (1):

«Інтернаціонале»: 1964–1965
- Володар Міжконтинентального кубка (1):

«Інтернаціонале»: 1965